# 佐藤勝久
佐藤 勝久（さとう かつひさ、1942年 (昭和17年) 5月8日 - )は、日本のタウンプロデューサー。株式会社佐藤勝久事務所代表。

## 来歴
長野県諏訪市に生まれ、高校卒業まで過ごす。長野県諏訪清陵高等学校を経て、青山学院大学経済学部を卒業した。1965年に森ビルに入社する。
1977年、森ビル観光株式会社(現・森トラスト・ホテルズ&リゾーツ）で、森章が事業化したラフォーレ修善寺の常務取締役兼総支配人に就任して、事業再建に従事した。
1979年、ラフォーレ原宿館長に就任する。前年にオープンしたラフォーレ原宿は、佐藤の館長就任後に周辺のマンションの部屋で服を制作していた「マンションメーカー」と呼ばれる独立系ブランドを導入して地域のアパレル業界に「大きな変化」をもたらしたとされる。佐藤は「いつも何かを提案している街=原宿の魅力」ととらえていたという。館長在職中には、原宿神宮前商店会会長となり、街の活性化を図るべく商店街組合と連携して表参道イルミネーションを開催した。
このあとアークヒルズプロジェクト（1983年）、六本木ヒルズプロジェクト（1986年）にそれぞれ携わり、1994年にはラフォーレ原宿常務取締役(兼)森ビル流通システム株式会社常務取締役に就任した。
1996年からはビーナスフォート大型プロジェクトに従事した。
1997年には、エルファクトリー代表取締役兼任デザイナーに就任し、インキュベートビジネスを開始した。同年、ビル都市企画専務取締役に就任した。1998年からは表参道ヒルズプロジェクトに従事した。
2000年に 森ビルを退職する。退職後は株式会社佐藤勝久事務所代表取締役となる。

## 実績
- JR岐阜駅 ワールドデザインシティ・ギフ (アクティブG)・プロデュース（森ビル都市企画）
- 松山・新潟・小倉ラフォーレ・プロデュース（森ビル流通システム）
- ファッションタウン原宿・プロデュース（ラフォーレ原宿）
- ファッションデザイナーインキュベーション（エルファクトリー）
- お台場パレットタウンヴィーナスフォート・プロデュース（ヴィーナスフォート）

## 賞歴
- ミモザ賞(ファッション業界) - 1997年9月